# Plattkó István
Plattkó István (Budapest, 1898 – Palma de Mallorca, Spanyolország, 1966. november 16.) labdarúgó, edző. Spanyolországban Esteban Platko néven volt ismert.

## Családja
Platkó Pál napszámos és Kopilec Mária fiaként született. Testvérei, Plattkó Ferenc és Plattkó Károly labdarúgók voltak.